# 1-й истребительный авиационный полк ПВ НКВД
1-й истреби́тельный авиацио́нный полк пограни́чных войск НКВД (1-й иап ПВ НКВД) — воинская часть пограничных войск НКВД СССР, принимавшая участие в боевых действиях Великой Отечественной войны и созданная из отдельных авиационных эскадрилий пограничных войск НКВД.

## Наименования полка
За весь период своего существования полк несколько раз менял своё наименование:
- истребительный авиационный полк пограничных войск НКВД;
- 1-й истребительный авиационный полк пограничных войск НКВД;
- 11-й истребительный авиационный полк ПВО;
- Полевая почта 36603.

## Создание полка
1-й истребительный авиационный полк пограничных войск НКВД сформирован 2 сентября 1941 года как истребительный авиационный полк пограничных войск НКВД на самолётах МиГ-1, позднее — МиГ-3 в составе Отдельной авиационной бригады ПВ НКВД. 6 декабря 1941 года переименован в 1-й истребительный авиационный полк пограничных войск НКВД.

## Боевая деятельность полка
В связи со сложной обстановкой и приближением немецко-фашистских войск к Москве, в сентябре 1941 года был сформирован 1-й истребительный авиационный полк погранвойск НКВД в количестве 36 самолетов. Командиром полка был назначен майор В. Емельянов — депутат Верховного Совета Казахской ССР, военным комиссаром — батальонный комиссар Л. Азаров, начальником штаба — капитан Г. Софин, старшим инженером — инженер-капитан Е. Шеверга. На вооружении полка вначале поступило несколько высотных истребителей МиГ-1, а затем их в течение недели срочно заменили на более совершенные МиГ-3. По штату полк имел 32 боевых самолета МиГ-3, в конце битвы за Москву их в наличии было не более 26, один транспортный самолет ПС-84 и один самолет связи У-2. Личный состав состоял из 191 человека.
Спустя месяц для выполнения специальных боевых задач к полку была прикреплена 4-я эскадрилья самолетов Пе-2 в составе 8 единиц. Фактически в полку было не более 4—6 специально оборудованных самолетов Пе-2. Переучиванием инженерно-технического состава на новую материальную часть занимался главный инженер авиабригады Н. Сергеев. Обучение летного состава полетам на истребителях МиГ-3 проводили бывший командир 10-й Гродненской авиаэскадрильи майор Кудрявцев и старший инспектор-летчик авиабригады подполковник Шишков, а на самолет Пе-2 — бывший командир 11-й Сааремской авиаэскадрильи майор Петров и командир 1-й Быковской авиаэскадрильи капитан Бабанов. Общее руководство переучиванием осуществлял командир полка майор Емельянов. Уже 4 августа появился приказ по авиабригаде, которым допускалась к самостоятельным полетам на истребителе МиГ-3 первая группа летчиков из 16 человек.
Формирование полка закончилось в конце сентября. Летчиков набрали как из авиачастей погранвойск, так и из других авиационных структур и ведомств. На переучивание летного и технического состава на новую авиатехнику ушло не более месяца. Аэродром Быково, учебные аэродромы Мячково и Раменское, а также две запасные посадочные площадки авиабригады работали круглосуточно. 1-й истребительный авиаполк вошел в оперативное подчинение 6-го истребительного авиакорпуса ПВО, который прикрывал Москву от воздушных налетов противника. Штаб корпуса выделил полку для охраны с воздуха восточный сектор, в который вошли Москва, Ярославль, Кашира, Коломна. Полк также выполнял задачи по прикрытию железнодорожных перевозок войск Западного фронта, участков других особо важных железных и шоссейных дорог, выполнял другие задачи. Осенью и зимой 1941 года полк охранял ближайшие подступы к Москве в своем восточном секторе, в котором находилась Каширская электростанция, дающая электроэнергию столице.

## Переименование полка
1-й истребительный авиационный полк пограничных войск НКВД 10 февраля 1943 года переименован в 11-й истребительный авиационный полк ПВО с включением в состав 6-го истребительного авиационного корпуса ПВО Московского фронта ПВО, в составе которого продолжил вести боевую работу.

1-й истребительный авиационный полк пограничных войск НКВД с 1 декабря 1941 г. находился в оперативном подчинении 6-го авиационного корпуса и выполнял наравне с другими авиачастями боевые задачи по обороне столицы. Личный состав полка хорошо освоил особенности работы в условиях ПВО г. Москвы и изучил районы боевых действий. В полку отработаны вопросы наведения наших истребителей на самолёты противника и отражения массовых налётов.— Акт приёма-передачи полка

## В действующей армии
В состав действующей армии полк (в качестве 1 иап ПВ НКВД) входил с 10 октября 1941 года по 16 февраля 1943 года.

## Командиры полка
- подполковник Емельянов Владимир Васильевич (погиб в авиакатастрофе)[3] (09.1941 — 01.12.1942)
- подполковник Шишков К. М. (02.12.1942 — 02.1943)
- майор Жук Б. И. (02.1943)

## В составе соединений и объединений
| Период        | Фронт (округ)        | армия                                  | корпус                                    | дивизия                                  | примечание                         |
| ------------- | -------------------- | -------------------------------------- | ----------------------------------------- | ---------------------------------------- | ---------------------------------- |
| 02.09.1941 г. | НКВД СССР            | Пограничные войска НКВД СССР           | Авиация ПВ НКВД                           | Отдельная авиационная бригада ПВ НКВД    | МиГ-3, Быково Московская область   |
| 10.10.1941 г. | ПВО СССР             | Московская зона ПВО                    | Западный сектор ПВО                       | Отдельная авиационная бригада ПВ НКВД    | МиГ-3                              |
| 10.02.1943 г. | Московский фронт ПВО | Московская зона ПВО                    | 6-й истребительный авиационный корпус ПВО | —                                        | переименован в 11-й иап ПВО, МиГ-3 |
| 09.06.1943 г. | ПВО СССР             | 1-я воздушная истребительная армия ПВО | —                                         | 319-я истребительная авиационная дивизия | МиГ-3                              |
| 15.11.1943 г. | ПВО СССР             | 1-я воздушная истребительная армия ПВО | —                                         | 318-я истребительная авиационная дивизия | МиГ-3                              |

## Участие в операциях и битвах
- Битва за Москву — с 10 октября 1941 года по 20 апреля 1942 года.
- ПВО Москвы — с 10 октября 1941 года по 16 февраля 1943 года.

## Первая победа полка в воздушном бою
Первая известная воздушная победа полка в Отечественной войне одержана 19 марта 1942 года: капитан Бычик и младший лейтенант Красавичев в группе с 4 лётчиками 34-го иап ПВО, в воздушном бою в районе ж/д станции Уварово сбили немецкий тяжёлый истребитель Ме-110. Это была первая и единственная победа полка в воздушном бою.

## Статистика боевых действий
Всего за годы Великой Отечественной войны полком:
| Выполнено боевых вылетов | Сбито самолётов в воздухе |
| ------------------------ | ------------------------- |
| 1910                     | 1                         |

## Самолёты на вооружении
| Ли-2 | МиГ-1 | МиГ-3 |

| Период      | Самолёты |
| ----------- | -------- |
| 1941 — 1943 | МиГ-3    |
| 1941 — 1942 | МиГ-1    |
| 1941 — 1943 | Пе-2     |
| 1941 — 1943 | Ли-2     |
| 1941 — 1943 | По-2     |